# پیرلوئیجی پایرتو

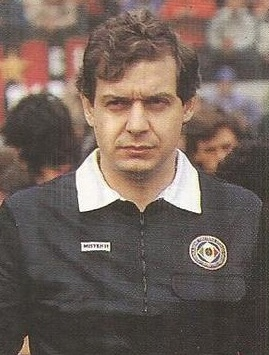
پیرلوئیجی پایرتو در سال ۱۹۹۰

پیرلوئیجی پایرتو (انگلیسی: Pierluigi Pairetto؛ زادهٔ ۱۵ ژوئیهٔ ۱۹۵۲) داور فوتبال اهل ایتالیا است.
وی بازی فینال جام ملت‌های اروپا ۱۹۹۶ را داوری کرد.